# Фудзівара но Фухіто
Фудзівара но Фухіто (*藤原 不比等, 659 — 13 вересня 720) — середньовічний японський державний діяч, правник періодів Асука і Нара.

## Життєпис
Походив з аристократичного роду Фудзівара. Син Накатомі но Каматарі, що першим взяв прізвище Фудзівара. Матір'ю була Отомо но Чісен-но-ірацуме. Народився у 659 році. 669 року відбулася церемонія повноліття (гемпуку). У 688 році починає служити при імператорському дворі, отримавши молодший п'ятий ранг, а наприкінці того ж року — молодший четвертий ранг.
У 697 році підтримав рішення оголосити принца Кару спадкоємцем трону. Завдяки цьому увійшов в довіру до імператора Дзіто, що сприяло просуванню державними щаблями. Того ж року надано посаду середнього державного радника. Доклав зусилля до створення правової системи ріцурьо, насамперед кодексу Тайхо, який було видано у 701 році.
У 701 році переконав імператора призначити принца Обіто спадкоємцем трону. Невдовзі після цього вдалося влаштувати шлюб доньки Фухіто — Асукабе-хіме — з принцом Обіто. До цього часу шлюбу відбувалися лише представниками імператорської династії. З цього часу починається традиція шлюбів неімператорських аристократичних родин з принцами та імператорами. Того ж року отримав молодший третій ранг.
704 року Фудзівара но Фухіто отримав молодший другий ранг. 708 року стає Правим міністром зі старшим другим рангом. Того ж року виступив ініціатором зведення нової столиці держави — Хейдзьо-кьо. багато доклав зусиль для її розбудови.
710 року після перенесення столиці до Хейдзьо-кьо перевів буддистський храм Ямасіну-дера (був головним храмом клану Фудзівара) до нової столиці, перейменувавши його на Кофуку-дзі («Храм розквіту і щастя»). Також перевіз своє родове божество Такемікадзуті-но мікото з святилища Касима (сучасна префектура Ібаракі) на гору Мікас в Касуга.
У 710-х роках очолив перегляд кодексу тайхо, що дістав назву кодекс Йоро. Втім помер ще до завершення роботи над ним (кодекс видано 752 року). У 717 році очолив Гісейкан (вищу раду з вирішення державних завдань — в середині дайдзьокана). При цьому активно просував на посади своїх синів, зміцнюючи позиції клану Фудзівара. Але йому довелося боротися проти представників імператорського дому на чолі із принцом Нагая, які не бажали надмірного посилення Фухіто й його синів. Під час придворної боротьби Фудзівара но Фухіто помер у 720 році.

## Родина
1. Дружина — Соґа но Сьоші, донька Соґа но Мурадзі.
Діти:
- Фудзівара но Мутімаро (680—737), засновник гілки Південних Фудзівара (Нанке)
- Фудзівара но Фусасакі (681—737), засновник гілки Північних Фудзівара (Хокке)
- Фудзівара но Умакаі (694—737), засновник гілки Церемонійних Фудзівара (Сікке))

2. Дружина — Камо но Хіме, донька Камо но Емісі.
Діти:
- Міяко (д/н—754), дружина імператора Момму
- Наґако, дружина принца Нагая

3. Дружина — Іое но Ірацуме, донька Накатомі но Каматарі.
Діти:
- Фудзівара но Маро (695—737), засновник гілки Столичні Фудзівара (Кьоке)

4. Дружина — Аґата-Інуакаї но Мітійо
Діти:
- Асукабе-хіме (701—760), дружина імператора Сьому
- Табіна, дружина Татібана но Морое